# Wereldbeker skeleton 2013/2014
De wereldbeker skeleton 2013/2014 (officieel: Viessmann FIBT Bob & Skeleton World Cup 2013/2014) ving aan op 29 november 2013 en eindigde op 25 januari 2014. De competitie werd georganiseerd door de FIBT, gelijktijdig met de wereldbeker bobsleeën.
De competitie omvatte acht wedstrijden in de twee traditionele onderdelen in het skeleton, mannen en vrouwen individueel. De wedstrijden werden gehouden op zeven verschillende banen, waarbij per wedstrijd voor elk onderdeel twee runs werden georganiseerd. Respectievelijk in Lake Placid (voor de vrouwen) en Sankt-Moritz (voor de mannen) werden twee wedstrijden georganiseerd. De achtste wereldbekerwedstrijd in Königssee gold voor de Europese deelnemers tevens als het Europees kampioenschap.
Bij de mannen veroverde de Let Martins Dukurs voor het vijfde opeenvolgde seizoen de eindzege en evenaarde daarmee de recordreeks van vijf overwinningen van de Oostenrijker Christian Auer. Voor het tweede opeenvolgende seizoen eindigde Martins broer Tomass op de tweede plaats. Op de derde plaats eindigde Matthew Antoine die daarmee de eerste Amerikaan op het podium was na Zach Lund die in het seizoen 2007/2008 ook derde werd.
Bij de vrouwen werd de Duitse Marion Thees-Trott opgevolgd door Lizzy Yarnold. Zij was de derde Britse vrouw die beslag op de eindzege legde, Alex(andra Hamilton-)Coomber (2000, 2001 en 2002) en Shelley Rudman (2012) gingen haar voor. Op het podium werd ze geflankeerd door twee voormalige winnaressen, de Amerikaanse Noelle Pikus-Pace (2005) die voor de derde keer op het eindpodium plaatsnam en Rudman die voor de vijfde keer op dit podium stond.

## Wereldbekerpunten
De eerste 30 in het dagklassement krijgen punten voor het wereldbekerklassement toegekend.
| Klassering = punten                          | Klassering = punten                           | Klassering = punten                               | Klassering = punten                          | Klassering = punten                          | Klassering = punten                          |
| -------------------------------------------- | --------------------------------------------- | ------------------------------------------------- | -------------------------------------------- | -------------------------------------------- | -------------------------------------------- |
| 1e = 225 2e = 210 3e = 200 4e = 192 5e = 184 | 6e = 176 7e = 168 8e = 160 9e = 152 10e = 144 | 11e = 136 12e = 128 13e = 120 14e = 112 15e = 104 | 16e = 96 17e = 88 18e = 80 19e = 74 20e = 68 | 21e = 62 22e = 56 23e = 50 24e = 45 25e = 40 | 26e = 36 27e = 32 28e = 28 29e = 24 30e = 20 |

## Mannen

### Uitslagen
| Datum      | Plaats           | Eerste              | Tweede              | Derde               |
| ---------- | ---------------- | ------------------- | ------------------- | ------------------- |
| 29/11/2013 | Calgary          | Martins Dukurs      | Aleksandr Tretjakov | Dominic Parsons     |
| 06/12/2013 | Park City        | Aleksandr Tretjakov | Martins Dukurs      | Matthew Antoine     |
| 13/12/2013 | Lake Placid      | Matthew Antoine     | Aleksandr Tretjakov | Martins Dukurs      |
| 03/01/2014 | Winterberg       | Martins Dukurs      | Tomass Dukurs       | Aleksandr Tretjakov |
| 10/01/2014 | Sankt Moritz (1) | Martins Dukurs      | Martins Dukurs      | Matthew Antoine     |
| 12/01/2014 | Sankt Moritz (2) | Martins Dukurs      | Martins Dukurs      | John Fairbairn      |
| 18/01/2014 | Igls             | Martins Dukurs      | Aleksandr Tretjakov | Martins Dukurs      |
| 25/01/2014 | Königssee *      | Martins Dukurs      | Martins Dukurs      | Frank Rommel        |

* Königssee gold voor de Europese deelnemers tevens als het Europees kampioenschap.

### Eindstand
| #  | Piloot              | Land | Punten |
| -- | ------------------- | ---- | ------ |
| 1  | Martins Dukurs      | LAT  | 1.720  |
| 2  | Tomass Dukurs       | LAT  | 1.608  |
| 3  | Matthew Antoine     | USA  | 1.529  |
| 4  | Aleksandr Tretjakov | RUS  | 1.415  |
| 5  | Frank Rommel        | GER  | 1.288  |
| 6  | Alexander Kroeckel  | GER  | 1.160  |
| 7  | John Fairbairn      | CAN  | 1.136  |
| 8  | John Daly           | USA  | 1.082  |
| 9  | Sergej Tsjoedinov   | RUS  | 1.076  |
| 10 | Hiroatsu Takahashi  | JPN  | 1.054  |
| 11 | Kristan Bromley     | GBR  | 1.000  |
| 12 | Kyle Tress          | USA  | 1.000  |
| 13 | Dominic Parsons     | GBR  | 966    |

| #  | Piloot                | Land | Punten |
| -- | --------------------- | ---- | ------ |
| 14 | Eric Neilson          | CAN  | 904    |
| 15 | Matthias Guggenberger | AUT  | 824    |
| 16 | Raphael Maier (J)     | AUT  | 728    |
| 17 | Yuki Sasahara         | JPN  | 686    |
| 18 | Alexander Gassner     | GER  | 578    |
| 19 | Lukas Kummer          | SUI  | 540    |
| 20 | John Farrow           | USA  | 521    |
| 21 | Ed Smith              | GBR  | 515    |
| 22 | Dave Greszczyszyn     | CAN  | 484    |
| 23 | Ander Mirambell       | ESP  | 432    |
| 24 | Ben Sandford          | NZL  | 426    |
| 25 | Alexandros Kefalas    | GRE  | 328    |
| 26 | Sean Greenwood        | IRL  | 298    |

| #  | Piloot                   | Land | Punten |
| -- | ------------------------ | ---- | ------ |
| 27 | Christopher Grotheer (J) | GER  | 282    |
| 28 | Jon Montgomery           | CAN  | 272    |
| 29 | Maurizio Oioli           | ITA  | 270    |
| 30 | Yves Pascal Oswald       | SUI  | 252    |
| 31 | Joseph Luke Cecchini     | ITA  | 242    |
| 32 | Ante Setina              | SLO  | 170    |
| 33 | Anton Batuev             | RUS  | 168    |
| 34 | Mattia Gaspari (J)       | ITA  | 162    |
| 35 | Alexander Mutovin        | RUS  | 80     |
| 36 | Patrick Rooney           | CAN  | 56     |
| 37 | Giovanni Mulassano       | ITA  | 40     |
| 38 | David Swift              | GBR  | 32     |
| 39 | Michael Hoefer           | SUI  | 24     |

 (J) = junior 

## Vrouwen

### Uitslagen
| Datum      | Plaats          | Eerste            | Tweede            | Derde                     |
| ---------- | --------------- | ----------------- | ----------------- | ------------------------- |
| 29/11/2013 | Calgary         | Lizzy Yarnold     | Jelena Nikitina   | Michelle Steele           |
| 06/12/2013 | Park City       | Noelle Pikus-Pace | Lizzy Yarnold     | Sarah Reid                |
| 13/12/2013 | Lake Placid (1) | Noelle Pikus-Pace | Anja Huber        | Lizzy Yarnold             |
| 15/12/2013 | Lake Placid (2) | Lizzy Yarnold     | Janine Flock      | Noelle Pikus-Pace         |
| 04/01/2014 | Winterberg      | Lizzy Yarnold     | Noelle Pikus-Pace | Sarah Reid                |
| 11/01/2014 | Sankt Moritz    | Noelle Pikus-Pace | Lizzy Yarnold     | Shelley Rudman            |
| 17/01/2014 | Igls            | Lizzy Yarnold     | Noelle Pikus-Pace | Janine Flock Maria Orlova |
| 24/01/2014 | Königssee *     | Noelle Pikus-Pace | Janine Flock      | Shelley Rudman            |

|                | CAL | PKC | LKP 1 | LKP2 | WIN | STM | IGL | KON   |
| -------------- | --- | --- | ----- | ---- | --- | --- | --- | ----- |
| Joska Le Conté | 21e | 22e | 21e   | 21e  | 22e | 18e | 20e | 19e * |

* Königssee gold voor de Europese deelnemers tevens als het Europees kampioenschap. Kampioene werd Flock, Rudman werd tweede en op de derde plaats werd gedeeld door de Duitse vrouwen Sophia Griebel en Anja Huber. Le Conté werd hier elfde.

### Eindstand
| #  | Pilote                 | Land | Punten |
| -- | ---------------------- | ---- | ------ |
| 1  | Lizzy Yarnold          | GBR  | 1.672  |
| 2  | Noelle Pikus-Pace      | USA  | 1.520  |
| 3  | Shelley Rudman         | GBR  | 1.432  |
| 4  | Janine Flock           | AUT  | 1.380  |
| 5  | Anja Huber             | GER  | 1.242  |
| 6  | Marion Thees           | GER  | 1.160  |
| 7  | Marina Gilardoni       | SUI  | 1.120  |
| 8  | Katharine Eustace      | NZL  | 1.056  |
| 9  | Michelle Steele        | AUS  | 1.020  |
| 10 | Maria Orlova           | RUS  | 976    |
| 11 | Lucy Katherine Chaffer | AUS  | 950    |

| #  | Pilote                | Land | Punten |
| -- | --------------------- | ---- | ------ |
| 12 | Katie Uhlaender       | USA  | 944    |
| 13 | Jelena Nikitina (J)   | RUS  | 934    |
| 14 | Sarah Reid            | CAN  | 890    |
| 15 | Olga Potylitsina      | RUS  | 768    |
| 16 | Robynne Thompson (J)  | CAN  | 720    |
| 17 | Mellisa Hollingsworth | CAN  | 680    |
| 18 | Sophia Griebel        | GER  | 608    |
| 19 | Nozomi Komuro         | JPN  | 606    |
| 20 | Katharina Heinz       | GER  | 560    |
| 21 | Lelde Priedulēna (J)  | LAT  | 532    |
| 22 | Joska Le Conté        | NED  | 520    |

| #  | Pilote                   | Land | Punten |
| -- | ------------------------ | ---- | ------ |
| 23 | Rose McGrandle           | GBR  | 426    |
| 24 | Donna Creighton          | GBR  | 390    |
| 25 | Cassie Hawrysh           | CAN  | 280    |
| 26 | Maria Mazilu (J)         | ROU  | 278    |
| 27 | Eiko Nakayama            | JPN  | 271    |
| 28 | Takako Ōmukai            | JPN  | 248    |
| 29 | Olga Nikandrova          | RUS  | 232    |
| 30 | Elina Galijewa           | RUS  | 104    |
| 31 | Anne O’Shea              | USA  | 96     |
| 32 | Jane Channell            | CAN  | 80     |
| 33 | Anastassija Nowikowa (J) | RUS  | 68     |

 (J) = junior 
1986/1987 · 
1987/1988 · 
1988/1989 · 
1989/1990 · 
1990/1991 · 
1991/1992 · 
1992/1993 · 
1993/1994 · 
1994/1995 · 
1995/1996 · 
1996/1997 · 
1997/1998 · 
1998/1999 · 
1999/2000 · 
2000/2001 · 
2001/2002 · 
2002/2003 · 
2003/2004 · 
2004/2005 · 
2005/2006 · 
2006/2007 · 
2007/2008 · 
2008/2009 ·
2009/2010 ·
2010/2011 ·
2011/2012 ·
2012/2013 ·
2013/2014 ·
2014/2015 ·
2015/2016 ·
2016/2017 ·
2017/2018 ·
2018/2019 ·
2019/2020 ·
2020/2021 ·
2021/2022 ·
2022/2023 ·
2023/2024 ·
2024/2025
Alpineskiën ·
Biatlon ·
Bobsleeën ·
Freestyleskiën ·
Langlaufen ·
Noordse combinatie ·
Rodelen ·
Schaatsen (junioren) ·
Schansspringen ·
Shorttrack ·
Skeleton ·
Snowboarden